# Džoker (list)
Džoker je bio hrvatski zagonetački list iz Zagreba. Prvi broj izašao je 1981. godine. Izlazio je polumjesečno do 1998. godine. Izdavač je bio EUZ. Glavni urednik bio je Refik Husedžinović. ISSN je 1331-0666. Imao je prilog Džoker (ISSN 1331-5641). Zlatko Stipaničić bio je jedan od urednika u Džokeru i njegovim izdanjima.